# Carlo Sacconi
Carlo Sacconi, italijanski rimskokatoliški duhovnik, škof in kardinal, * 9. maj 1808, Montalto, † 25. februar 1889.

## Življenjepis
2. maja 1851 je bil imenovan za naslovnega nadškofa Niceje in 6. junija za apostolskega nuncija v Nemčiji. 8. junija istega leta je prejel škofovsko posvečenje.
5. oktobra 1853 je bil imenovan za apostolskega nuncija v Franciji.
27. septembra 1861 je bil povzdignjen v kardinala in imenovan za kardinal-duhovnika S. Maria del Popolo. 30. septembra istega leta je postal uradnik v Rimski kuriji.
Pozneje je bil imenovan na tri kardinal-škofovske položaje: Palestrina (8. oktober 1878), Porto e Santa Rufina (15. julij 1878) in Ostia (24. marec 1884).
28. marca 1884 je postal prefekt Kongregacije za ceremonije.